# Крайшберг
Кра́йшберг (нем. Kreischberg) — горнолыжный курорт в Австрии, в коммуне Санкт-Георген-об-Мурау округа Мурау.

## Информация
Перепад высот в Крайшберге составляет 1270 метров, наивысшая точка 2120 метров. Открыто 18 трасс разных уровней сложности.
Ближайший аэропорт — «Альпе-Адрия» в Клагенфурте.
Здесь дважды проходили чемпионаты мира по сноуборду — в 2003 и 2015 годах и чемпионат мира по фристайлу в 2015 году. Также в Крайшберге регулярно проходят этапы Кубка мира по сноуборду.